# Batalla de Mersa Matruh
La batalla de Mersa Matruh va tenir lloc del 26 al 29 de juny de 1942, després de la derrota del Vuitè Exèrcit (general Sir Claude Auchinleck) a la batalla de Gazala i va formar part de la campanya del desert occidental de la Segona Guerra Mundial. La batalla es va lliurar amb l'exèrcit panzer germano-italià Afrika (Panzerarmee Afrika (Generalfeldmarschall Erwin Rommel). El Vuitè xèrcit estava format per X i el XIII Cos.
La batalla es va lliurar durant la persecució del Panzerarmee del Vuitè Exèrcit mentre es retirava a Egipte. Rommel tenia la intenció de derrotar en detall (una darrere l'altra) les formacions d'infanteria britànica, abans que tinguessin l'oportunitat de reagrupar-se. El port de la fortalesa de Mersa Matruh i 6.000 presoners van ser capturats, juntament amb una gran quantitat de subministraments i equipament. L'Eix va tallar la línia de retirada del X Cos i el XIII Cos, però era massa feble per evitar la fugida dels britànics.

## Fons
Després de la derrota del Vuitè Exèrcit a la batalla de Gazala, les forces aliades es van veure obligades a retirar-se cap a l'est. Els britànics van deixar una guarnició a Tobruk, que s'esperava que fos prou forta per mantenir el port mentre el Vuitè Exèrcit es reagrupava i reemplaçava les seves pèrdues. El comandament britànic no havia preparat Tobruk per a un llarg setge i planejava tornar per rellevar la guarnició de Tobruk en dos mesos. La captura de Tobruk per l'Eix en un dia va ser un xoc. La rendició de Tobruk va suposar un gran cop psicològic per als britànics i va suposar que l'exèrcit Panzer Àfrica (Panzerarmee Afrika / Armata Corazzata Africa) tingués un port, amplis subministraments i no calia deixar una força inversora per vigilar el port.
Els italians i els alemanys podien envair Egipte per segona vegada. Després de la victòria a Tobruk, Rommel va pressionar els talons del Vuitè Exèrcit. Rommel pretenia portar el Vuitè Exèrcit a la batalla i derrotar-lo abans que els britànics tinguessin l'oportunitat d'aixecar noves unitats i reformar-se darrere d'una línia defensiva. Encara que les seves forces es van veure molt afeblides per la batalla de Gazala, va tenir velocitat, astucia i sorpresa. La 21a Divisió Panzer va rebre un dia per reagrupar-se i després va ser enviada per la carretera de la costa cap a Egipte.
Claude Auchinleck, el comandant en cap del comandament de l'Orient Mitjà, va oferir la seva dimissió el 22 de juny, que va ser rebutjada. Per frenar l'avanç de l'Eix cap a Egipte, el comandament britànic pretenia formar una posició defensiva a la frontera entre Cirenaica i Egipte , al llarg de la Frontera de Filat ("el Filat""). El XIII Cos (tinent general William Gott), havia de lluitar contra una acció dilatadora; les forces de l'Eix van arribar al filat el 23 de juny, poc després del XIII Cos. No hi va haver temps per muntar una defensa i el Vuitè Exèrcit no tenia blindats per defensar l'extrem sud obert de la posició. Gott va recomanar retrocedir 190 km (120 milles) més fins a la posició de Mersa Matruh. La rereguarda britànica va intentar destruir el combustible i la munició abocada a la frontera i després Gott es va retirar sense enfrontar-se al Panzerarmee Afrika. El comandament britànic va ordenar al Vuitè Exèrcit detenir el Panzerarmee Afrika a Mersa Matruh.

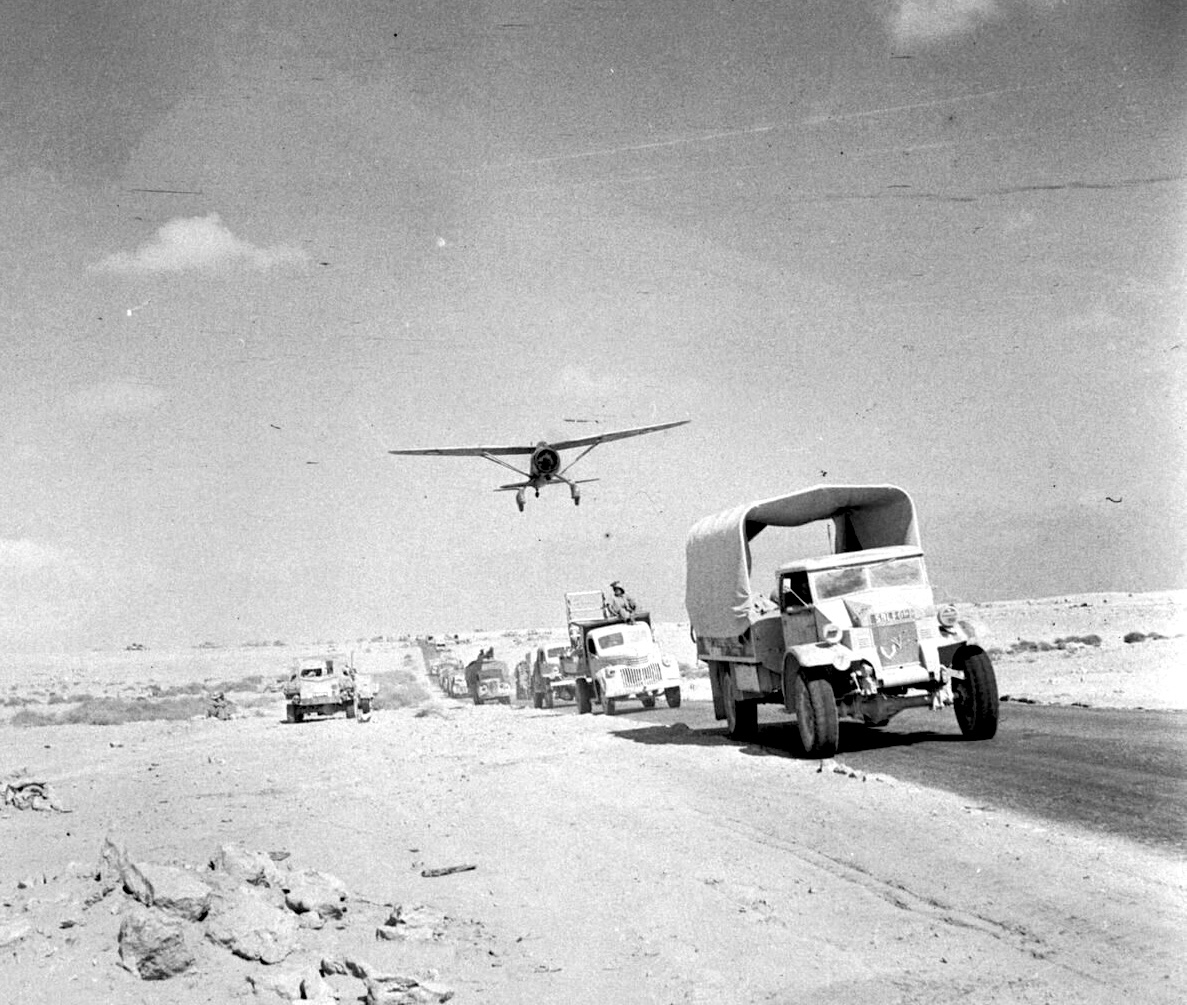
L'exèrcit britànic retirant-se de la posició de Gazala

Rommel va demanar llibertat de maniobra a Mussolini per perseguir el Vuitè Exèrcit a Egipte, cosa que va ser concedida. Es van recuperar combustible, equipament i municions addicionals dels magatzems britànics restants a la frontera. Rommel va avançar sense oposició durant la nit i l'endemà, sense trobar resistència de les forces terrestres britàniques, però cada cop amb més atacs des de l'aire. La Força Aèria del Desert estava creixent en força i operava més a prop de les seves bases, mentre que la Luftwaffe i la Regia Aeronautica s'allunyaven de les seves s.
Després dels reversos a Gazala i Tobruk, el Vuitè Exèrcit va quedar desorganitzat i sacsejat però no desmoralitzat. Auchinleck es va adonar que era necessari un canvi de comandament i el 25 de juny va rellevar el general Ritchie i va assumir ell mateix el comandament del Vuitè Exèrcit. Va emetre directrius per canviar el Vuitè Exèrcit en una força que posava èmfasi en la mobilitat i va deixar clar que la seva prioritat era mantenir intacte el Vuitè Exèrcit. L'última posició defensiva davant Alexandria era El Alamein. Auchinleck estava preparant les defenses allà, però s'havia de lliurar una batalla defensiva mòbil des de Mersa Matruh fins a la bretxa d'El Alamein. A Auchinleck s'havia fet evident que les formacions no mòbils estaven indefenses contra les forces mòbils i que no es podia permetre el luxe de perdre més formacions. Va canviar el transport per permetre que les formacions d'infanteria del XIII Cos estiguessin totalment motoritzades i va subratllar que les forces del Vuitè Exèrcit que lluiten a Mersa Matruh no s'havien de deixar tallar.

## Preludi

### Mersa Matruh

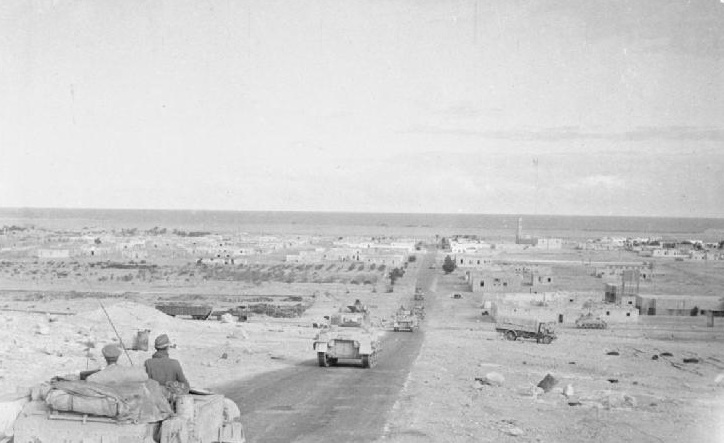
Mersa Matruh, 1942

Mersa Matruh (Mersa, fondeig) era un petit port a 190 km a l'est del Filat, a mig camí entre Cirenica i El Alamein. Una via de ferrocarril connectava la ciutat amb Alexandria. El port tenia 1,5 milles (2,4 km) de llarg i tancava un petit ancoratge d'aigües profundes. La ciutat costanera era com un petit Tobruk. Mersa Matruh s'havia fortificat el 1940 abans de la invasió italiana d'Egipte el 1940 i es va reforçar encara més durant la preparació de l'operació Croat i va ser l'última fortalesa costanera en possessió aliada. La ciutat es troba en una fina plana costanera que s'estén cap a l'interior 10 milles (16 km) fins a una escarpa. S'estén més al sud una segona plana estreta que s'estén 12 milles (19 km) fins a l'escarpa de Sidi Hamaza. A l'extrem oriental d'aquesta escarpa hi ha la pista de Minqar Qaim . Més enllà de l'escarpa superior hi ha l'alt desert, que s'estén 130 km al sud fins a la depressió de Qattara. L'aproximació oest a la ciutat estava minada i aquests camps de mines s'havien estès al voltant de l'aproximació sud a la ciutat però l'aproximació est a la fortalesa encara estava oberta; un camp d'aviació era només terra endins. La carretera de la costa (Via Balbia) era la principal avinguda de retirada i travessava la població.

### Els plans de l'Eix

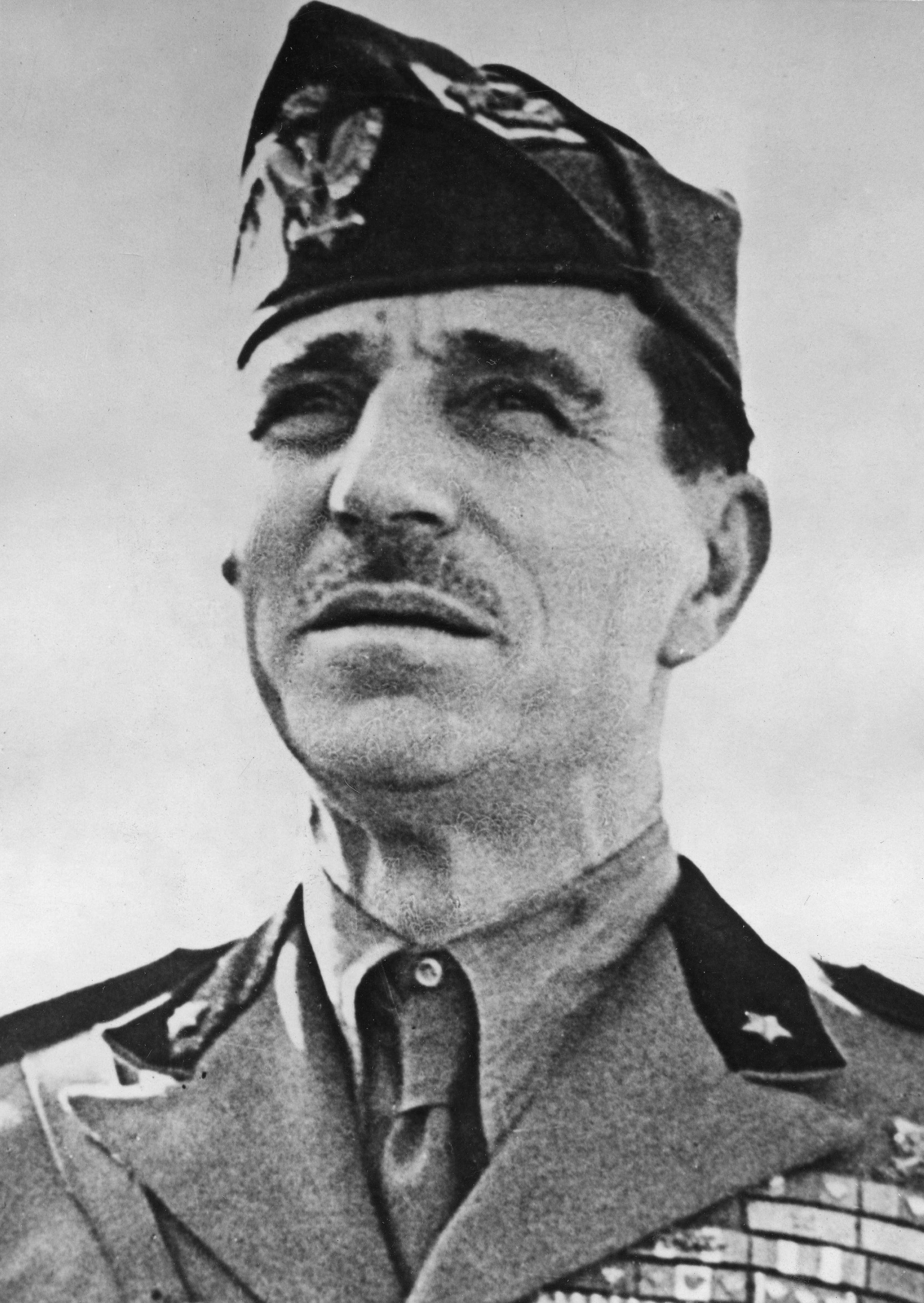
El General Ettore Bastico

Quan Rommel va arribar, va planejar derrotar el Vuitè Exèrcit en detall abans que els britànics tinguessin l'oportunitat de reagrupar-se darrere d'una línia defensiva i reconstruir el seu exèrcit amb formacions noves. Després d'haver donat un fort cop a les forces blindades britàniques a Gazala, va intentar destruir gran part de la seva infanteria atrapant-les a Mersa Matruh. Rommel creia que quatre divisions d'infanteria es trobaven a la fortalesa i les restes dels blindats britànics es trobaven al sud. Va planejar utilitzar unitats alemanyes per apartar els blindats britànics i utilitzar la 90a Divisió Lleugera per tallar la infanteria a Matruh. A més d'assetjar el seu transport a motor, la Força Aèria del Desert havia atacat un cotxe del XX Cos Motoritzat italià, matant el comandant d'artilleria, el general Guido Piacenza, i ferint mortalment al coronel Vittorio Raffaelli, comandant d'enginyers, i al comandant del cos, el general Ettore Baldassarre, el 25 de juny mentre estaven movent-se entre les columnes de la 70a Divisió Cuirassada per atacar. Baldassare havia estat molt valorat per Rommel, que va notar la seva valentia i eficàcia.

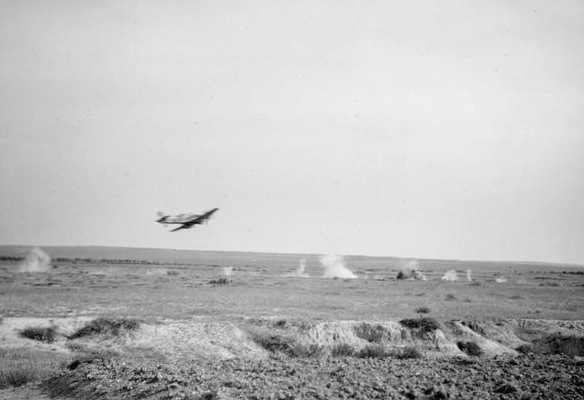
Un Hawker Hurricane que vol baix ataca un vehicle de l'Eix

Les unitats de reconeixement alemanyes van arribar als afores de Mersa Matruh la tarda del 25 de juny. Rommel planejava atacar l'endemà, però el matí del 26 de juny una columna de subministrament de l'Eix va ser destruïda, provocant una escassetat de combustible i retardant l'atac fins a la tarda. La informació de Rommel sobre les disposicions britàniques a Matruh era limitada, en part a causa de la manca de reconeixement aeri i en part a la pèrdua de la seva unitat d'intercepció sense fil, el 621è Batalló de Senyals, del qual els britànics havien pres consciència i s'havien decidit a sobrepassar i destruir a la batalla de Gazala.

### Els plans britànics
Auchinleck havia estat preparant defenses a Mersa Matruh per ser guarnides pel XXX Cos, però després la va traslladar de nou a la posició d'Alamein; les posicions a Matruh van ser ocupades pel X Cos ( Tinent-General William Holmes), amb dues divisions d'infanteria. La 10a Divisió d'Infanteria índia va ser enviada a Mersa Matruh pròpiament dita, mentre que la 50a Divisió d'Infanteria (Northúmbria) es trobava a l'est de la ciutat protegint la rereguarda. Al sud, el XIII Cos va ocupar posicions a l'alçada de la segona escarpa. Auchinleck va dirigir als comandants del cos per oferir la resistència més forta possible; si qualsevol dels dos cossos era atacat, l'altre havia d'aprofitar per atacar el flanc de l'Eix.

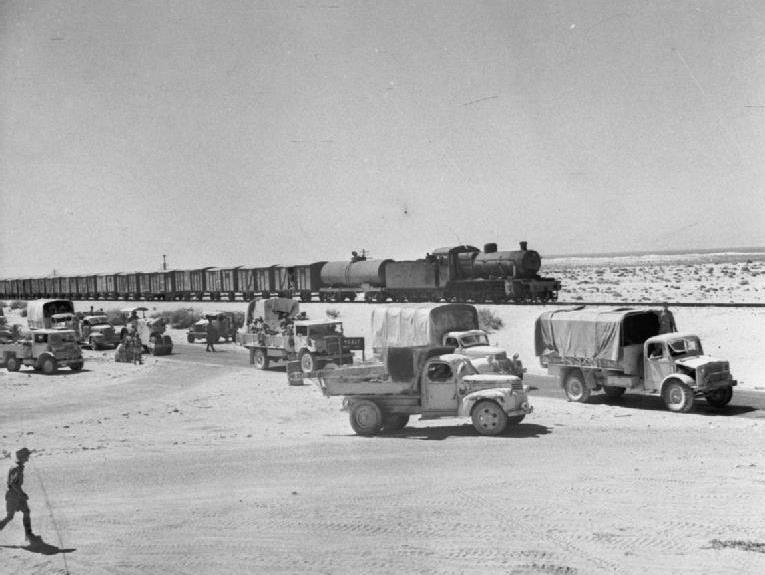
Equips i subministraments del Vuitè Exèrcit retirats de Mersa Matruh, 26 de juny de 1942.

El XIII Cos comprenia la 5a divisió d'infanteria índia, la 2a divisió neozelandesa i la 1a divisió Cuirassada, però la 5a divisió d'infanteria índia només tenia la 29a brigada d'infanteria índia. Estava situat al sud de la ciutat a l'escarpa de Sidi Hamaza. La 2a Divisió de Nova Zelanda havia arribat recentment de Síria. Va prendre posicions a l'extrem oriental de l'escarpa, a la pista de Minqar Qaim (Minqar , promontori o penya-segat). La 22a Brigada Cuirassada (1a Divisió Cuirassada) es trobava al desert a 5 milles (8,0 km) al sud-oest. La divisió havia estat reforçada per la 7a Brigada Motoritzada i la 4a Brigada Cuirassada (7a Divisió Cuirassada), que protegia el Vuitè Exèrcit contra una maniobra de flanqueig sud. Les unitats blindades havien perdut gairebé tots els seus tancs a Gazala, però havien rebut substitucions, augmentant el nombre de tancs fins a 159, inclosos 60 tancs Grant americans amb canons de 75 mm.
Entre el cos hi havia una plana delimitada per les escarpes, on s'havia posat un camp de mines prim, tapat per Gleecol i Leathercol de la 29a Brigada d'Infanteria Índia. Les petites columnes tenien cadascuna dos pelotons d'infanteria i un destacament d'artilleria. Les ordres i les contraordres van provocar confusió en la ment dels comandants britànics. Les forces britàniques havien d'enfrontar-se a l'Eix i infligir el màxim desgast possible, però no podien arriscar-se a ser embolcallades i destruïdes. A Matruh, les unitats del Vuitè Exèrcit eren molt més fortes que les alemanyes i italianes, però la seva efectivitat es va veure reduïda per objectius en conflicte. Hi havia poca coordinació entre les forces britàniques i la comunicació era deficient des del nivell del cos cap avall.

## La batalla

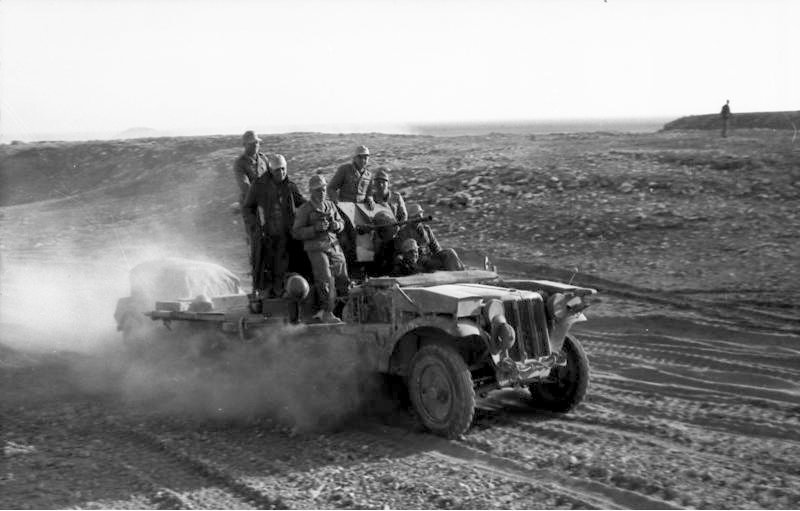
Un Sd.Kfz 10 muntat amb un canó Flak 30 de 20 mm

Els retards a l'hora de posar les unitats en posició i repostar van fer que l'atac de l'Eix del 26 de juny no comencés fins a mitja tarda. La 21a Divisió Panzer es va moure a través de la curta plana entre les dues escarpes per sobre de Matruh, amb la 90a Divisió Lleugera al seu flanc esquerre, mentre que la 15a Divisió Panzer es va moure per la plana per sobre de la segona escarpa amb el XX Cos Motoritzat seguint-la. La 90a Lleugera i la 21a Panzer van fer un camí pel camp de mines i van apartar del Gleecol i Leathercol. A l'alta plana del desert, la 15a Divisió Panzer es va topar amb la 22a Brigada Cuirassada i es va comprovar el seu avanç.
A l'alba del 27 de juny, la 90a Lleugera va reprendre el seu avanç i va destruir el 9è Batalló d'Infanteria Lleugera de Durham (9è DLI), a 27 km al sud de Matruh. A mesura que es movia cap a l'est, la 90a Lleugera va caure sota el foc de l'artilleria de la 50a Divisió d'Infanteria (Northúmbria) i es va veure obligada a protegir-se. Al sud Rommel va avançar amb la 21a Divisió Panzer i sota la cobertura d'un duel d'artilleria la 21a Divisió Panzer va fer un moviment de flanqueig pel front de la 2a de Nova Zelanda fins a l'aproximació est a Minqar Qaim. La divisió va topar amb el 2n transport divisional de Nova Zelanda a Minquar Qaim, dispersant-lo. Tot i que els neozelandesos es resistien fàcilment a la 21a Panzer, el seu camí de retirada havia quedat tallat. Al migdia del 27 de juny, Auchinleck va enviar un missatge als seus dos comandants de cos indicant que si es veien amenaçats de quedar aïllats, haurien de retirar-se en lloc de córrer el risc d'encerclament i destrucció. Rommel es va traslladar al nord i es va unir a la 90a Lleugera. Va aconseguir que reprenguessin el seu avanç per tallar la carretera de la costa. A la foscor, la 90a Lleugera va arribar a la carretera de la costa, bloquejant la retirada del X Cos.
Amb la línia de retirada de la 2a Divisió de Nova Zelanda tallada, Gott va decidir retirar-se aquella nit i va notificar-ho al Vuitè Exèrcit. De fet, era el Panzerarmee el que es trobava en una posició perillosa. La 90a Lleugera ocupava un estret sortint, aïllat a la carretera de la costa. La 21a Panzer es trobava a 15 milles (24 km) de distància, força pressionada pels neozelandesos i la 15a Panzer i el XX Cos motoritzat van ser bloquejats per la 1a Divisió Cuirassada. Gott no va veure l'oportunitat, ja que estava preocupat per treure les seves forces intactes. Gott va transmetre la seva intenció al Vuitè Exèrcit, planejant ocupar una segona posició de retard a Fukah, a uns 48 km (30 milles) a l'est de Matruh.

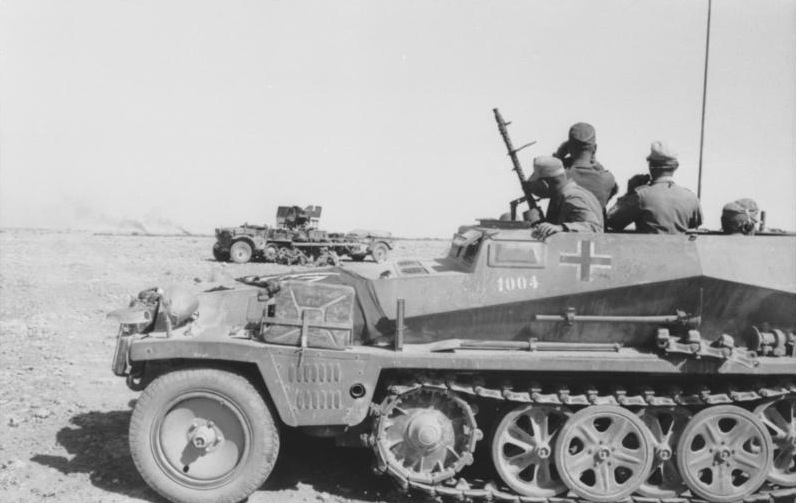
Un Sd.Kfz. 250 al desert obert

A les 21:20 hores del 27 de juny, Auchinleck va ordenar al Vuitè Exèrcit que es replegués a Fuka. En aquest moment, el comandant de la 2a Divisió de Nova Zelanda, el general Bernard Freyberg, havia estat ferit al coll per metralla. Va passar el comandament al brigadier Lindsay Inglis, el comandant de la 4a Brigada de Nova Zelanda. Inglis va optar per utilitzar la seva brigada per lluitar cap a l'est, per ser seguit pel quarter general de la divisió i la 5a Brigada neozelandesa. No hi havia cap bombardeig preliminar per sorprendre els alemanys. L'inici de l'atac es va retardar fins a les 02:00 per l'arribada tardana del batalló maori. Un cop formats, els tres batallons van baixar per l'escarpa. Amb baionetes fixes, la 4a Brigada neozelandesa va conduir per la pista de Minqar Qaim directament sobre les posicions d'un batalló de panzergrenadier de la 21a Divisió Panzer. . Els defensors alemanys no eren conscients de l'avanç de Nova Zelanda fins que van estar a prop d'ells i els neozelandesos es van dirigir a través de les posicions de la 21a Divisió Panzer.
Els combats van ser ferotges, confosos, de vegades cos a cos i alguns ferits alemanys van ser baionetats pels neozelandesos mentre avançaven, per la qual cosa els alemanys van emetre una queixa formal. En arribar a l'altre costat de la posició, la 4a Brigada de Nova Zelanda es va reagrupar i va aconseguir la seva fugida cap a l'est. Mentre aquest atac estava en marxa, Inglis es va preocupar pel retard i l'alba que s'acostava, i va decidir agafar la resta de la divisió per una ruta diferent. Sobrecarregant el transport disponible, va dirigir el quarter general de la division, el Grup de Reserva i la 5a Brigada de Nova Zelanda cap al sud i es va topar amb les posicions d'un batalló panzer de la 21a Divisió Panzer. En el tret confús que va seguir, diversos camions i vehicles ambulàncies van ser incendiats, però el gruix de la força va aconseguir fugir. S'havien donat ordres per a la retirada del XIII Cos a Fuka però no és clar si la 2a Divisió de Nova Zelanda les va rebre. Els elements de la divisió van continuar cap a l'est fins a El Alamein. Durant els tres dies de combat, els neozelandesos havien patit unes 800 baixes, inclòs el seu comandant, però gairebé 10.000 homes van fugir.

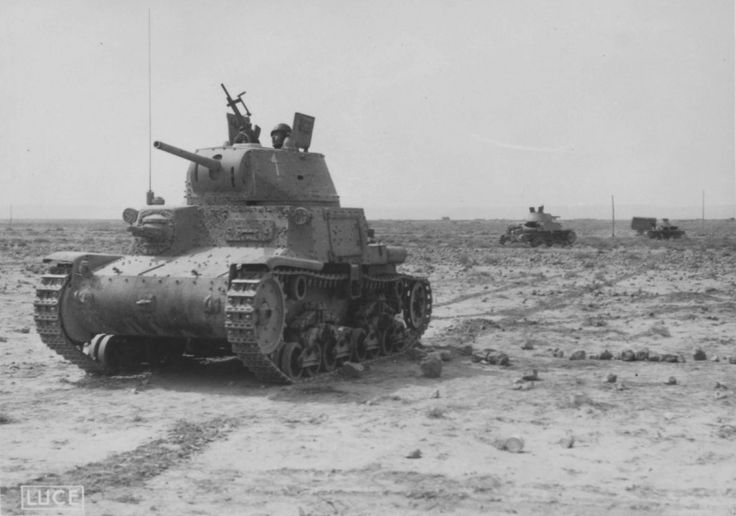
Tanc italià M14/41

A causa d'un error de comunicació, l'ordre d'Auchinleck de retirar-se no va arribar a Holmes fins a primera hora del matí del 28 de juny. Durant la nit, el X Cos va contraatacar cap al sud per treure la pressió a Gott, sense adonar-se que el XIII Cos ja havia marxat. Es va mantenir una breu discussió entre Holmes i Auchinleck, en la qual Holmes va decidir que podia romandre i aguantar la fortalesa el major temps possible, atacar cap a l'est per la carretera de la costa i lluitar a través de la 90a Divisió Lleugera o esclatar durant la nit cap al sud. Auchinleck va deixar clar que el X Cos no havia d'intentar resistir en les seves posicions defensives i va pensar que no tenia sentit intentar lluitar cap a l'est al llarg de la carretera de la costa. Va ordenar a Holmes que dividís la seva força en columnes i esclatés cap al sud. Havien de continuar uns quants quilòmetres abans de girar cap a l'est per dirigir-se cap a El Alamein.
Aquella nit, el X Cos es va reunir en petites columnes i va esclatar cap al sud. L'Afrika Korps havia continuat, deixant només els italians i la 90a Divisió Lleugera per atacar Matruh. Els enfrontaments ferotges, principalment amb les forces italianes, es van produir mentre passaven. Una de les columnes va escollir un camí que s'acostava a la secció de comandament de l'Afrika Korps. El Kampfstaffel de Rommel estava compromès i els oficials d'estat major van haver de defensar-se.
Al cap d'un temps Rommel va traslladar el seu quarter general cap al sud i allunyat dels combats.

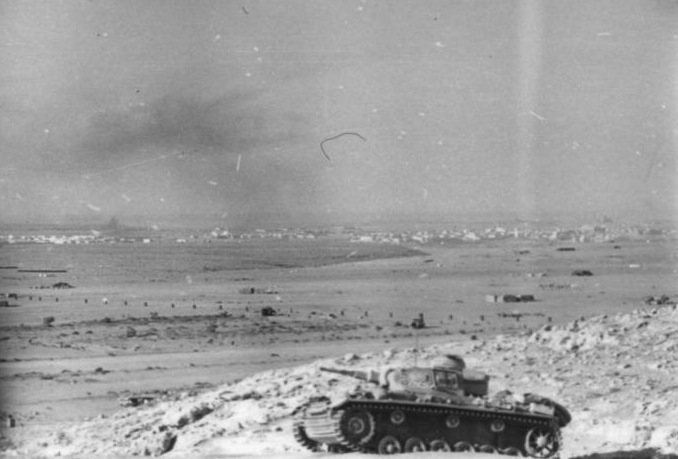
Un Pz Mk III a la primera escarpa, amb Mersa Matruh a la distància

La 29a Brigada d'Infanteria Índia va arribar al punt de reagrupament de Fuka a última hora de la tarda del 28 de juny, seguida de la 21a Divisió Panzer. El comandant de la brigada havia muntat el transport per si calia una retirada ràpida, però l'assalt de la 21a Panzer va ser massa ràpid i la brigada va ser superada i destruïda. A primera hora del matí del 29 de juny, la 90a Divisió Lleugera i la 133a Divisió Cuirassada italiana "Littorio" van encerclar Mersa Matruh. La 10a divisió índia va intentar esclatar la nit del 28 de juny però va ser rebutjada per la Littorio. Les posicions de Mersa Matruh havien estat bombardejades per l'artilleria de la 27a Divisió d'Infanteria "Brescia" i la 102a Divisió Motoritzada "Trento", que juntament amb la 90a Divisió Lleugera representaven la força principal que atacava la fortalesa i després de la lluita d'infanteria i els intents fallits de fuga, la fortalesa va intentar capitular. El 29 de juny, el 7è Regiment de Bersaglieri va entrar a la fortalesa i va acceptar la rendició de 6.000 tropes britàniques i va capturar una gran quantitat de subministraments i equipament.
La 90a Divisió Lleugera no va tenir temps per descansar i es va enviar ràpidament per la carretera de la costa després del Vuitè Exèrcit en retirada. Una entrada al Diari de Guerra de la 90a Lleugera deia "Després de tots els nostres dies de dura lluita, no vam tenir l'oportunitat de descansar o banyar-nos a l'oceà". La 21a Divisió Panzer va interceptar algunes columnes britàniques prop de Fuka i va fer altres 1.600 presoners. Rommel va desviar l'Afrika Korps terra endins uns 24 km (15 milles) per intentar tallar més part del Vuitè Exèrcit. Petites columnes d'ambdós costats van córrer pel terreny trencat del desert cap a El Alamein. Les unitats es van barrejar i es van desorganitzar i les columnes oposades anaven paral·leles les unes a les altres, amb columnes alemanyes a vegades davant dels britànics en retirada. Les columnes de vegades intercanviaven foc i com que la major part del transport Panzerarmee era mitjançant equipament britànic o nord-americà capturat, sovint era difícil distingir amic de l'enemic.

## Conseqüències

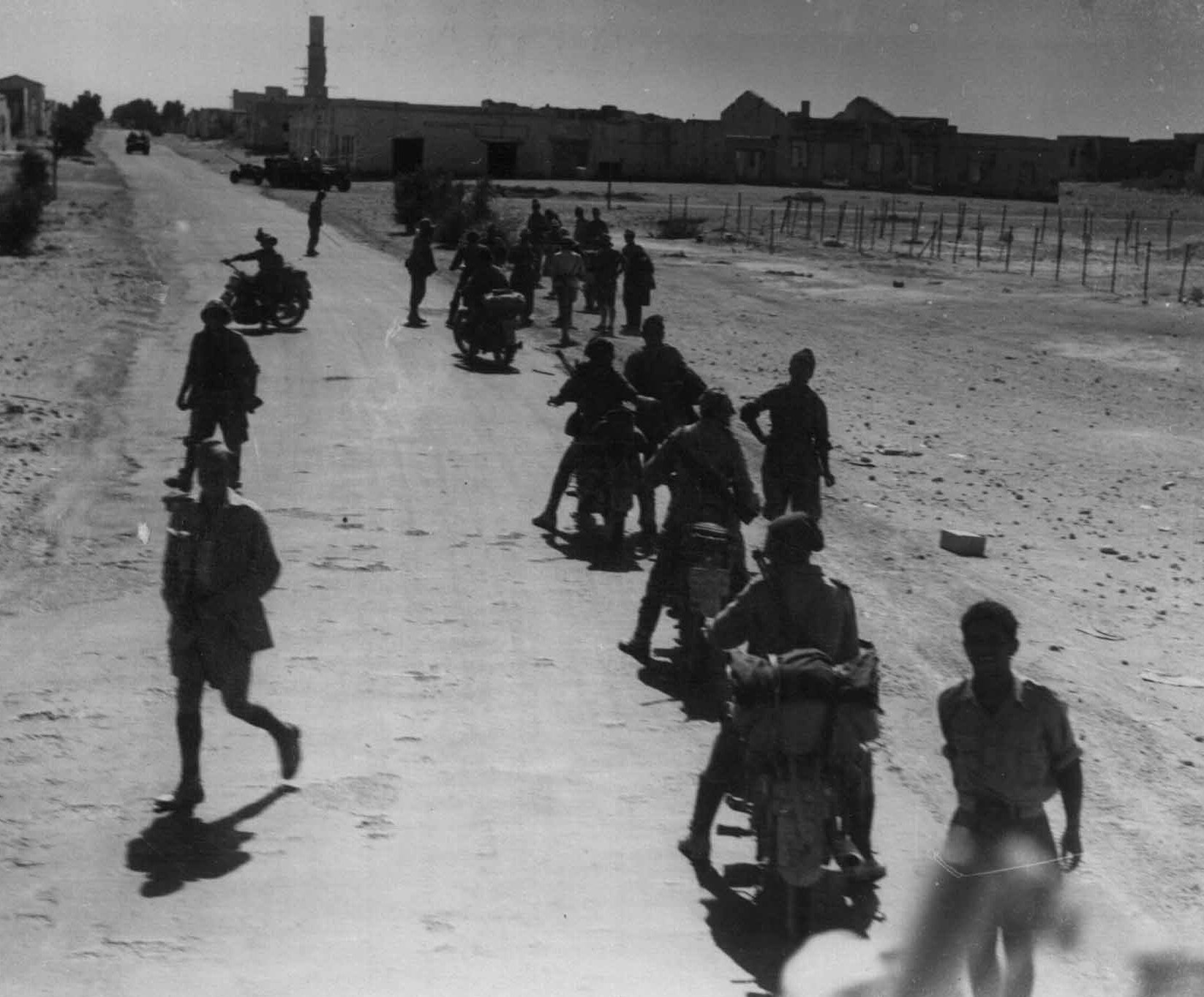
El 7è Regiment de Bersaglieri entra a Mersa Matruh

La lluita a Matruh va prendre el seu caràcter de la disposició de les forces del Vuitè Exèrcit, la incomprensió de Rommel sobre elles i la manca crònica de coordinació entre la infanteria britànica i les unitats blindades. Després de la guerra, el mariscal de camp Henry Maitland Wilson va dir: "El XIII Cos acabava de desaparèixer i va deixar el X Cos al pol". Holmes va estimar que només el 60 per cent dels X Corps va tornar a El Alamein. Friedrich von Mellenthin, l'oficial d'intel·ligència de Rommel durant la batalla, va comentar: "Com a resultat de la vacil·lació d'Auchinleck, els britànics no només van perdre una gran oportunitat de destruir el Panzerarmee, sinó que van patir una greu derrota, que podria haver-se convertit fàcilment en un desastre irrecuperable. Senyalo aquest punt, perquè per a l'estudiant del generalat hi ha poques batalles tan instructives com Mersa Matruh".
Després de la seva fugida de Matruh, el X Cos es va dispersar, mal organitzat i es va retirar al Nil com a "Delta Force", sense poder participar en la primera part de la Primera Batalla d'El Alamein. La 2a Divisió de Nova Zelanda no es va reagrupar a Fuka sinó que va continuar cap a El Alamein. Els neozelandesos van ser col·locats a la línia El Alamein. Uns 8.000 presoners aliats van ser capturats durant la batalla, 6.000 a Matruh, on també es van perdre quaranta tancs britànics. Grans magatzems de subministrament van ser capturats per l'Eix i prou equipament per a una divisió.
Els avions de l'Eix que operaven des dels aeròdroms de Matruh es trobaven a 260 km de la base naval d'Alexandria i la  flota mediterrània es va dispersar als ports de la Mediterrània oriental. El cap de la Divisió d'Intel·ligència de l'exèrcit dels Estats Units va predir que la posició britànica a Egipte s'enfonsaria en menys d'una setmana. La gent va fugir cap a l'est cap a Palestina i l'aire del Caire estava ple de fum de la crema de documents oficials i secrets ("Dimecres de Cendra"). El consolat britànic es va omplir de gent que demanava visats. L'exèrcit britànic va inundar seccions del delta del Nil, es va preparar per enderrocar la infraestructura i va construir posicions defensives a Alexandria i al canal de Suez. Es va discutir una política de terra cremada però es va decidir en contra.
Mellenthin va escriure
| « | Rommel pot haver tingut sort, però Mersa Matruh va ser sens dubte una brillant victòria alemanya i ens va donar grans esperances de "botar" el Vuitè Exèrcit fora de la línia d'Alamein. | » |

Auchinleck va reunir el Vuitè Exèrcit i en un mes de batalla va frenar l'avanç alemany a la Primera Batalla d'El Alamein. Un cop acabat, ambdós bàndols estaven esgotats, però els britànics encara mantenien les seves posicions.
| «          | La batalla va durar durant tot el mes. Quan va morir ambdós bàndols estaven esgotats, però els britànics encara estaven en possessió del terreny vital. | » |
| — Playfair | |   |

La crisi aliada va passar i el Vuitè Exèrcit va començar a augmentar la seva força per preparar-se per tornar a l'ofensiva. La batalla també va funcionar com un gran reforç de la moral per a les tropes italianes de Rommel, ja que havia estat executada principalment per elles, encara que sota comandament alemany.